# 704
704 (DCCIV) var ett skottår som började en söndag i den julianska kalendern.

## Händelser

### Okänt datum
- Justinianus II återerövrar tronen i det Bysantinska riket.
- Cenred tillträder tronen av Mercia, sedan hans farbror Æthelred abdikerat för att bli abbot av Bardney.

## Födda
- Li Fuguo, kinesisk officiell och domstolseunuck (död 762)
- Cui Hao, kinesisk poet (död 754)

## Avlidna
- Adamnan, abbot av Iona (född 625)